# Championnats de France de patinage artistique 1981
Navigation
Championnats de France 1980 Championnats de France 1982
Les championnats de France de patinage artistique 1981 ont eu lieu à la patinoire de la Barre à Anglet pour 3 épreuves : simple messieurs, simple dames et couple artistique. 
La patinoire de La Garde, située sur la commune de La Garde près de Toulon, a accueilli l'épreuve de danse sur glace.

## Podiums
| Épreuves                            | Or                              | Argent                              | Bronze                             |
| Messieurs résultats détaillés       | Jean-Christophe Simond          | Patrice Macrez                      | Didier Monge                       |
| Dames résultats détaillés           | Cécile Antonelli                | Béatrice Farinacci                  | Anne-Sophie de Kristoffy           |
| Couples résultats détaillés         | Nathalie Tortel / Xavier Videau | Nathalie Borini / Gilles Chauvet    | Catherine Brunet / Philippe Brunet |
| Danse sur glace résultats détaillés | Nathalie Hervé / Pierre Béchu   | Martine Olivier / Philippe Boissier | Pascale Wlachet / Éric Le Mercier  |

## Détails des compétitions
(Détails des compétitions encore à compléter)

### Messieurs
| Rang | Nom                    |
| ---- | ---------------------- |
| 1    | Jean-Christophe Simond |
| 2    | Patrice Macrez         |
| 3    | Didier Monge           |
| ...  |                        |

### Dames
| Rang | Nom                      |
| ---- | ------------------------ |
| 1    | Cécile Antonelli         |
| 2    | Béatrice Farinacci       |
| 3    | Anne-Sophie de Kristoffy |
| ...  |                          |

### Couples
| Rang | Nom                                |
| ---- | ---------------------------------- |
| 1    | Nathalie Tortel / Xavier Videau    |
| 2    | Nathalie Borini / Gilles Chauvet   |
| 3    | Catherine Brunet / Philippe Brunet |
| ...  |                                    |

### Danse sur glace
| Rang | Nom                                 |
| ---- | ----------------------------------- |
| 1    | Nathalie Hervé / Pierre Béchu       |
| 2    | Martine Olivier / Philippe Boissier |
| 3    | Pascale Wlachet / Éric Le Mercier   |
| ...  |                                     |

## Sources
- Alain Billouin, Le livre d'or du patinage, éditions Solar, 1999